# Eucalyptus blakelyi
Espèce
Synonymes
- Eucalyptus blakelyi Maiden var. blakelyi
- Eucalyptus blakelyi var. irrorata Blakely
- Eucalyptus blakelyi var. parvifructa Blakely[1]

Eucalyptus blakelyi est une espèce de plantes à fleurs de la famille des Myrtaceae. C'est un arbre endémique des régions orientales de l'Australie. Connu aussi de son nom local Blakely’s red gum, cette espèce d'eucalyptus se caractérise par une écorce lisse se détachant en morceaux au cours de l'année, ses boutons floraux sont fusiformes et sont regroupés généralement en groupe de sept, avec des fleurs blanches et des fruits hémisphériques à quatre valves.

## Description
C'est un arbre pouvant atteindre 20 à 25 m de hauteur, les feuilles juvéniles sont arrondies, les feuilles adultes sont vertes, alternes et lancéolées (9-16 cm). Les inflorescences sont axillaires, en ombelles de 7-11 fleurs de couleur blanche, la corolle est constituée d'un opercule conique (5-8 mm de long), le calice formé d'un tube hémisphérique (3-4 mm de longueur, 3-5 mm de largeur). Les fruits sont ovoïdes à hémisphériques, présentant 3 à 4 valves, les graines sont noires.

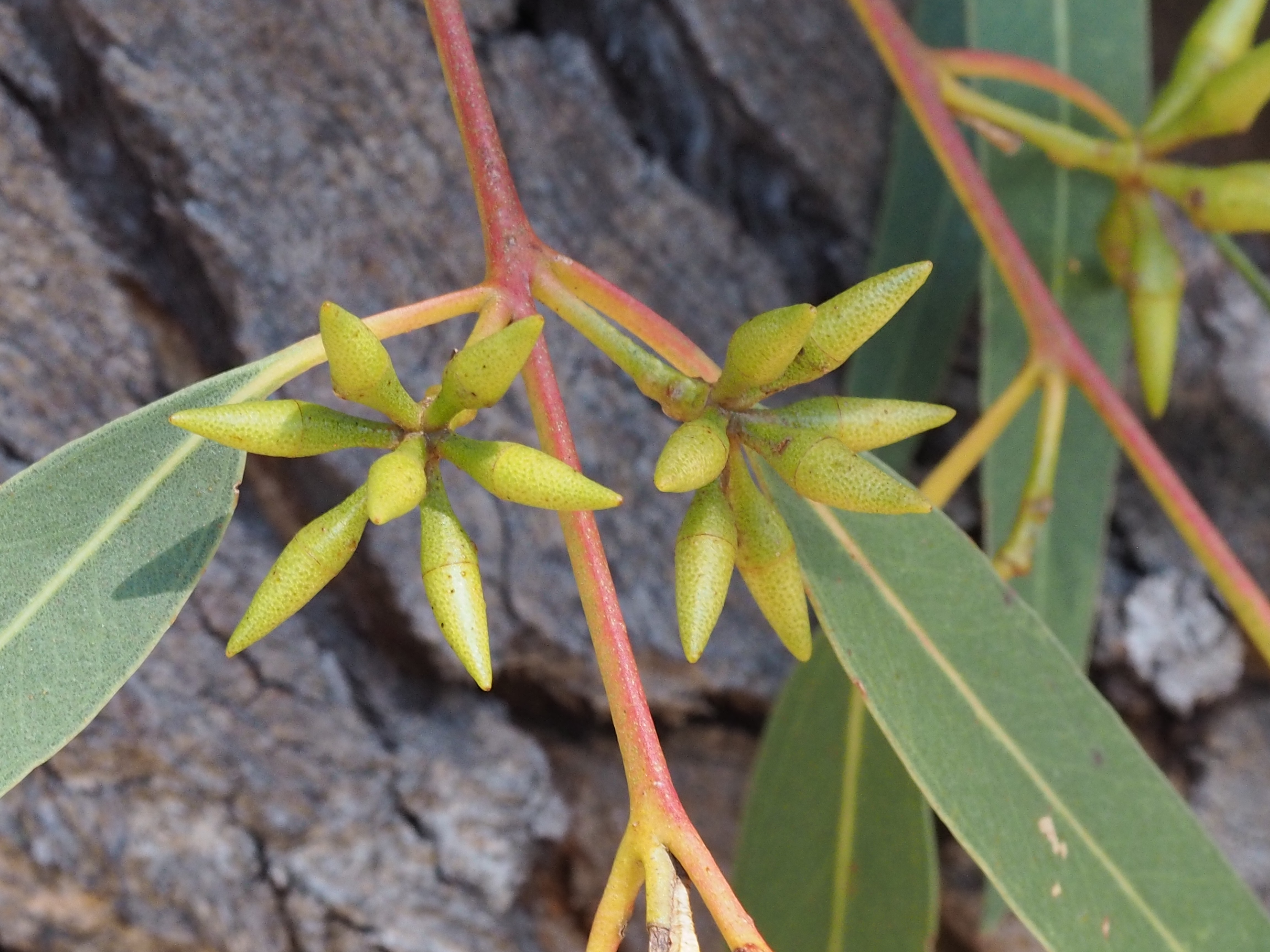
boutons floraux.

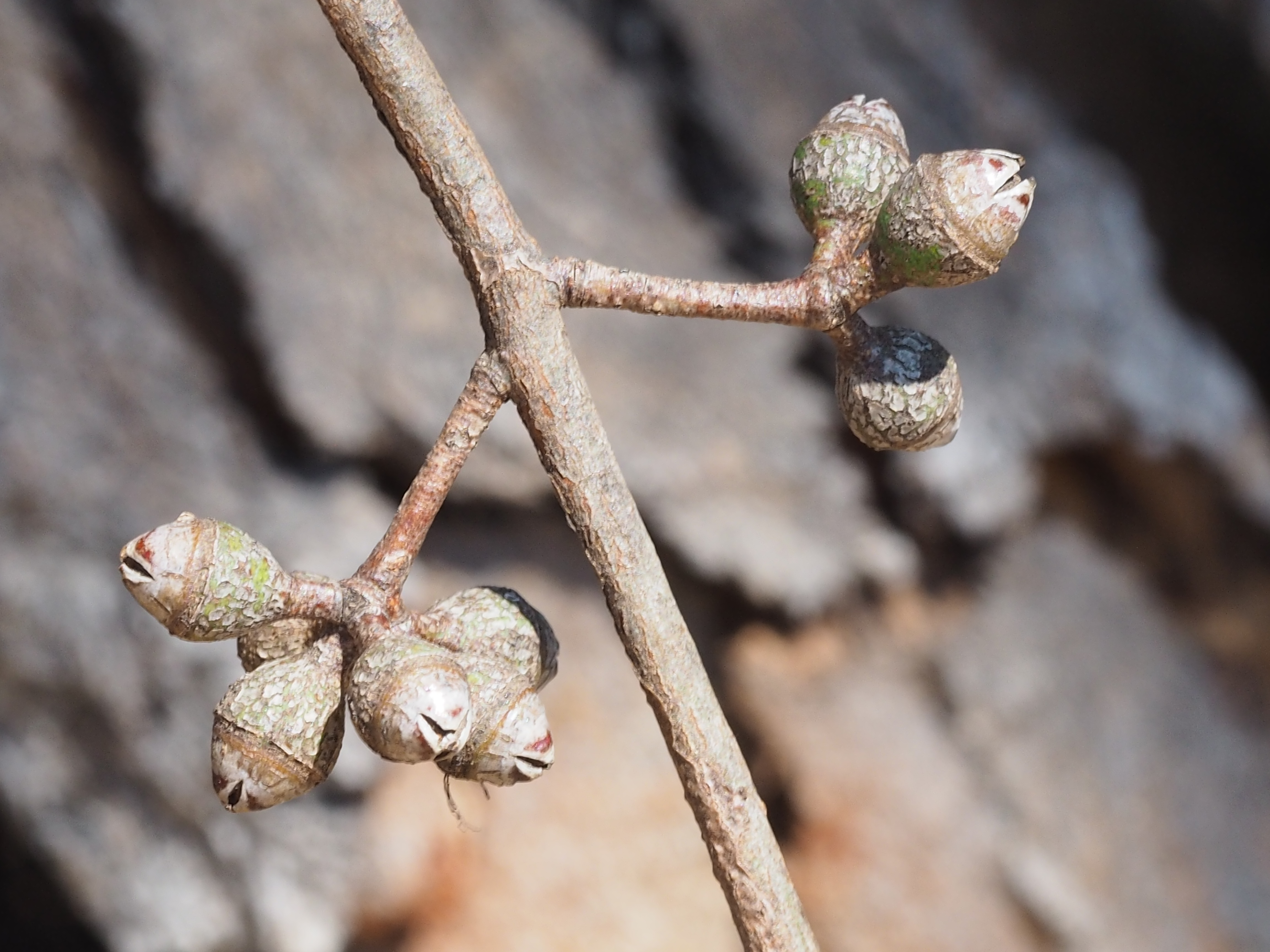
fruit.

## Taxinomie
Eucalyptus blakelyi a été décrit pour la première fois  par Joseph Maiden en 1917 et publié dans la revue A Critical Revision of the Genus Eucalyptus. Le nom d'espèce blakelyi désigne l'assistant de Maiden, William Faris Blakely, en reconnaissance de son travail.

## Habitat et répartition
Eucalyptus blakelyi est une espèce qui pousse bien sur les plateaux de forêts ouvertes, souvent sur des terrains rocailleux, et présente une certaine tolérance au froid et à la sécheresse.
E. blakelyi est surtout rencontré dans les États de Nouvelle Galles du Sud, de Victoria et du sud du Queensland,.
Il a été introduit ailleurs en particulier dans les provinces méridionales de Chine. Une intergradation peut avoir lieu avec E. camaldulensis quand les deux espèces rentrent en contact dans la région de Victoria.